# Alice D’Amato
Alice D’Amato (* 7. Februar 2003 in Genua) ist eine italienische Turnerin.

## Werdegang
Alice D’Amato turnt bereits seit ihrem siebten Lebensjahr. Mit 12 Jahren begann sie für die Sportgesellschaft Brixia zu trainieren. 2015 nahm sie an ihrem ersten großen Wettkampf in der Serie C1 teil. Weitere internationale Wettbewerbe folgten. In Glasgow gewann sie bei den Junioren-Europameisterschaften 2018 Gold im Mannschaftsmehrkampf. Im Seniorenbereich gewann sie 2019 WM-Bronze mit der Mannschaft und EM-Bronze am Stufenbarren. Bei den Olympischen Spielen 2020 in Tokio erreichte sie mit ihrem Team den vierten Platz im Mannschaftsmehrkampf. 2022 konnte D’Amato bei den Mittelmeerspielen in Oran sowie bei den Europameisterschaften in München jeweils Mannschaftsgold gewinnen. Ein Jahr später wurde sie Europameisterin am Stufenbarren, was ihr 2024 bei der EM in Rimini erneut gelang und zudem mit der Mannschaft ihre vierte EM-Goldmedaille gewann.
Ihre Zwillingsschwester Asia D’Amato ist ebenfalls Turnerin.

### Olympische Spiele 2024 in Paris
Bei den Olympischen Spielen 2024 in Paris gewann D’Amato Silber im Mannschaftsmehrkampf und Gold am Schwebebalken. Sie qualifizierte sich auch mit Ausnahme des Sprungs für alle weiteren Gerätfinals sowie für das Mehrkampffinale. Im Mehrkampf verpasste sie als Vierte nur knapp eine weitere Medaille. Am Stufenbarren wurde sie Fünfte und beim Bodenturnen Sechste.